# Chessmetrics
Chessmetrics è un sistema di valutazione della forza di gioco dei giocatori di scacchi (rating) elaborato nel 2001 dal matematico statunitense Jeff Sonas, che lo ritiene essere un miglioramento del sistema Elo.
Chessmetrics è basato sulla media ponderata dei risultati ottenuti da un giocatore durante la sua carriera. Per il calcolo viene considerata la percentuale di vittorie contro gli avversari, valutati secondo il loro rating, e il tempo trascorso da ciascuna partita. Un miglioramento del 10% nella performance equivale ad un aumento di 85 punti nella valutazione.
L'autore di questo sistema ritiene che esso abbia i seguenti vantaggi rispetto al sistema Elo:
- Il sistema Elo è svantaggioso per un giocatore di alto livello quando gioca con un avversario di basso livello.
- Chessmetrics risponde più rapidamente del sistema Elo alla variazione di forza dei giocatori, per esempio esso valuta con più rapidità e precisione la forza di gioco di un giovane talento. Jeff Sonas ritiene che questo sia un aspetto importante della superiorità del suo sistema rispetto al sistema Elo.
- Chessmetrics prende in considerazione la differenza nei risultati ottenuti con il bianco o con il nero, cosa che il sistema Elo ignora completamente.

Il sistema Chessmetrics viene ritenuto da alcuni abbastanza valido per valutare la forza di gioco di giocatori del passato. 
Per contro, sono state avanzate diverse critiche a tale sistema. Per esempio, il GM John Nunn ha sottolineato l'assurdità di comparare la forza di gioco di giocatori del passato con quelli contemporanei. Chessmetrics dà una valutazione di 2559 punti e il 27º posto al mondo per Hugo Süchting dopo il torneo di Karlsbad del 1911. Un'analisi delle partite di Süchting di quel periodo suggerisce che il suo livello di gioco era al massimo pari a 2100 punti Elo secondo gli standard attuali.
Il sito Chessbase ha pubblicato il primo articolo su Chessmetrics in ottobre 2002.
L'ultimo aggiornamento del sito Chessmetrics risale al 26 marzo 2005.